# サンダスキー郡 (オハイオ州)
座標: 北緯41度22分 西経83度09分 / 北緯41.36度 西経83.15度
サンダスキー郡（英: Sandusky County）は、アメリカ合衆国オハイオ州に存在する郡の一つである。郡庁所在地はフレモント (Fremont, Ohio) 。人口は2020年4月1日時点国勢調査によると5万8896人、同じく2023年7月1日時点の暫定値5万8709人は、2020年時点と比して0.3%減少した。
なお、シダーポイントのほかテーマパークで知られるサンダスキー市 (Sandusky, Ohio)  は、本項で述べるサンダスキー郡ではなく東に接するエリー郡にある。

## 地理
アメリカ合衆国国勢調査局によると、この郡の総面積は1,081.9 km2 (417.71 mi2)である。このうち1057.9 km2 (408.45 mi2)が陸地、24.0 km2 (9.25 mi2)の水域は総面積の2.21%を占める。

### 隣接する郡
- オタワ郡 (Ottawa County) （北）
- エリー郡 (Erie County) （東）
- ヒューロン郡 (Huron County) （南東）
- セネカ郡 (Seneca County) （南）
- ウッド郡 (Wood County) （西）

## 人口動態
2000年時点の国勢調査によると、この郡の人口は6万1792人、世帯数2万3717、1万6957所帯が暮らした。人口密度は1km2 当たり58人 (151人/mi2)である。2万5253世帯の住宅の分布密度は1km2当たり24軒 (62軒/mi2)。この郡の人種構成は白人92.20%、アフリカ系アメリカ人2.67%、先住民0.13%、アジア系0.29%、太平洋諸島系0.01%、その他の人種3.10%ならびに混血1.61%。また人口の6.96%はヒスパニックまたはラテン系が占める。
2万3717世帯のうち、33.30%は18歳未満の子供と同居しており、56.50%は夫婦が所帯を構える。10.50%は夫のいない女性が世帯主であり、28.50%は独身である。一人暮らしは全世帯の24.10%、65歳以上は10.60%である。平均世帯人数は2.56人、平均家族人数は3.04人。
この郡の住民の年齢構成は26.20%が18歳未満の未成年、18歳以上24歳以下は8.10%、25歳以上44歳以下28.30%、45歳以上64歳以下が23.00%、65歳以上が14.50%を、それぞれ占める。
年齢の中央値は37歳である。女性100人に対して男性は95.90人、18歳以上の場合、女性の100人あたりの男性の人数は92.60人である。
この郡の1世帯ごとの年収は平均4万584ドル、家族ごとの平均は4万7675ドルである。年収を比較すると男性3万5501ドルに対して女性は2万3964ドル。1人当たりの平均年収は1万9239ドルである。年収が貧困線を下回る層は人口の約5.70%、世帯の7.50%を占める。全人口の年齢層で見ると、貧困線以下の生活を送る18歳未満は9.10%、65歳超は7.00%。

## 自治体
都市 
- クライド (Clyde)
- フレモント (Fremont)
- ベルヴュー (Bellevue)

 村 

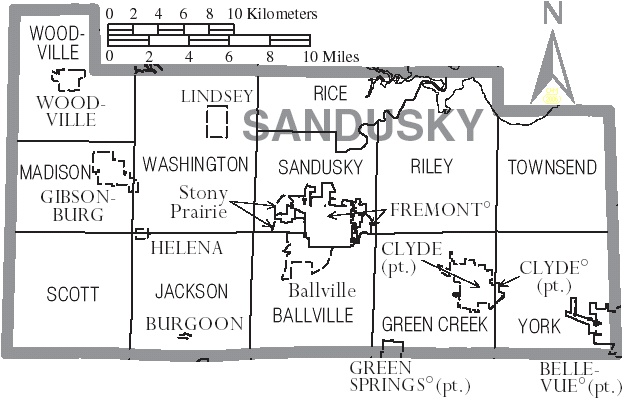
サンダスキー郡のコミュニティー及び郡区

| - エルモア (Elmore) - ギブソン (Gibsonburg) - グリーンスプリングス (Green Springs) - バーグーン (Burgoon) | - ウッドヴィル (Woodville) - ヘレナ (Helena) - リンジー (Lindsey) |

 郡区(タウンシップ) 
| - グリーンクリーク (Green Creek) - ジャクソン (Jackson) - ボールヴィル (Ballville) - マディソン (Madison) | - サンダスキー (Sandusky) - スコット (Scott) - ライス (Rice) - ライリー (Riley) | - ウッドヴィル (Woodville) - タウンゼント (Townsend) - ヨーク (York) - ワシントン (Washington) |

 国勢調査指定地域 
- ストニープレーリー (Stony Prairie)
- ボールヴィル (Ballville)

 その他のコミュニティ 
| - エリン (Erlin) - コルビー (Colby) - ビジーコーナーズ (Busy Corners) - フォーマイルハウスコーナー (Fourmile House Corner) - ブックタウン (Booktown) - ベイショア (Bayshore) - ベイビュー (Bay View) | - ガートン (Girton) - キングスウェイ (Kingsway) - グリーンクリーク (Green Creek) - ゲイルタウン (Galetown) - ゲーブルスコーナー (Gabels Corner) - ヘスヴィル (Hessville) - ヘブンス (Havens) | - シャノン (Shannon) - シュレーゲルスグローブ (Schlegels Grove) - スクワイアーズ (Squires) - マウントカーメル (Mount Carmel) - マンシーホロウ (Muncie Hollow) - ミラーズヴィル (Millersville) - ローラーズヴィル (Rollersville) | - アプトン (Upton) - ウェールズコーナーズ (Wales Corners) - サンセットハーバー (Sunset Harbor) - ティニー (Tinny) - ビッカリー (Vickery) - ホワイトランディング (White's Landing) - ワイトマンズグローブ (Wightmans Grove) |

## 交通

### 主要高速道路
- 州間高速道路80号線
- 州間高速道路90号線
- 国道6号線
- 国道20号線
- 国道23号線

### 高速道路
| - オハイオ州道12号線 - オハイオ州道18号線 - オハイオ州道19号線 - オハイオ州道51号線 - オハイオ州道53号線 | - オハイオ州道101号線 - オハイオ州道105号線 - オハイオ州道300号線 - オハイオ州道412号線 - オハイオ州道510号線 | - オハイオ州道523号線 - オハイオ州道582号線 - オハイオ州道590号線 - オハイオ州道600号線 - オハイオ州道635号線 |

### 空港
- フレモント空港
- サンダスキー郡地域空港

### 注
1. ↑  サンダスキー市の人口は2020年4月1日時点国勢調査（V2023）で人口2万5098人[3]。